# Centre d'Esplai l'Eixam
El Centre d'Esplai l'Eixam és una entitat del municipi de Rubí (Vallès Occidental) ubicada en un edifici amb el mateix nom que està protegit com a bé cultural d'interès local.

## Edifici
Edifici cantoner, amb tres plantes i coberta plana. Planta quadrangular amb un afegit lateral que presenta una porta flanquejada per pilastres decorades amb elements que recorden algunes obres modernistes tardanes. Actualment ha perdut la distribució interior original industrial de l'antiga Fassina Aguilera a causa dels canvis d'ús que ha patit al llarg del temps.
El local del carrer Molí 21, està al barri de la Plana del Castell i fa cantonada amb el Carrer Parellada. L'Eixam ocupa 325 m² repartits al primer i segon pis de l'edifici, que està inclòs en el catàleg del patrimoni industrial de Rubí. La façana és un exemple de les construccions industrials de principis de segle xx. Històricament, la utilització primitiva d'aquest local era de fassina del celler del Castell de Rubí. Posteriorment, va ser usada com magatzem per assecar productes agrícoles i com a fusteria. L'Associació de Veïns de la Plana del Castell va tenir durant diversos anys la seu social en aquest local, l'Ajuntament s'encarregà de lloguer fins que finalment, el 1989 l'Esplai l'Eixam el va prendre a compte seu.

## L'esplai
El Centre d'Esplai l'Eixam és una entitat laica d'educació en el lleure a Rubí (Vallès Occidental) a la parròquia Sant Pere, creada el 1971. Pertany al sector Vallès de l'Esplac. L'activitat principal és l'esplai durant el curs escolar complementat de sortides, d'activitats d'estiu i d'una acampada cada any, reemplaçant des de 2012 les antigues colònies. Va participar en la creació del projecte "Intercultural Fruit Salad" subvencionat per Youth in Action.
L'Eixam neix el 1971 com a voluntat de donar continuïtat a les activitats esporàdiques del Casal Popular i a les colònies d'estiu que feia anys que es realitzaven. Fins al 1989 la seva seu va ser la parròquia de Sant Pere, que cada cop se li queda més petita, tant pel creixement del nombre de socis i d'activitats, com per la reducció d'espais en els darrers anys d'estança. El 1989 va independitzar-se i traslladar-se al carrer Molí. El 1997, amb el suport d'Esplais Catalans i de la Fundació Ferrer i Guàrdia, que va assumir el repte de ser-ne els propietaris, es decideix adquirir el local. Poc després, les facilitats del centre van obrir-se a altres entitats.
El Centre va guanyar el segon Premi del Civisme (Premi Jaume Ciurana) per la millora de l'entorn natural dels anys 2002, el 2003-2004. El 2012 celebrà el seu 40é anniversari amb un acte festiu i una taula rodona sobre l'associacionisme educatiu.